# I Am... World Tour
I Am... World Tour é a terceira turnê mundial lançada em CD/DVD ao vivo da cantora americana Beyoncé que também produziu, dirigiu e editou as filmagens do concerto por sua própria companhia, a Parkwood Entertainment. O DVD foi filmado na presença de mais de um milhão de fãs no mundo inteiro através da turnê I AM... Tour que aconteceu de março de 2009 a fevereiro de 2010 para promover seu terceiro álbum de estúdio I AM... Sasha Fierce. O show é uma combinação de clipes das performances da turnê, com momentos de bastidores.
O álbum estreou no topo da Billboard Music DVD Chart por vender mais de 200.000 cópias. Até agora, recebeu a certificação de disco duplo de platina. Esse é o segundo DVD consecutivo de Beyoncé em primeiro lugar nos Estados Unidos.
Beyoncé explicou que a ideia de filmar suas performances em todo o mundo surgiu quando ela percebeu que estava se sentindo solitária. Este DVD mostra mais de seu lado íntimo. Beyoncé trabalhou durante nove meses no I AM... World Tour, sua edição serve como uma estreia de Beyoncé na direção. Ela promoveu seu DVD por vários show como o Nightline da American Broadcasting Company e por uma seção de seu DVD em Nova Iorque na presença de vários cantores em Novembro de 2010. Além de vários trailers que foram divulgados no site e no canal oficial de Beyoncé do YouTube no mês de novembro para a promoção do I AM... World Tour.
O espetáculo estreou exclusivamente na emissora de televisão ABC no dia 25 de Novembro de 2010 como um especial do dia de Ação de Graças com duração de 90 minutos. Os rappers JAY Z e Kanye West fizeram uma participação especial no show. Nos Estados Unidos a edição padrão do DVD foi lançada exclusivamente no Wal-Mart no dia 26 de Novembro de 2010.

## Antecedentes e liberação
I AM... World Tour apresenta performances do show de Beyoncé em apoio do seu terceiro álbum I AM... Sasha Fierce, lançado em novembro de 2008. Beyoncé explicou que a ideia de filmar suas performances em todo o mundo surgiu quando ela percebeu que estava se sentindo solitária. Ela explicou: "Houve um momento em que eu estava na China e eu estava numa suíte enorme e eu olhei pela janela e só havia milhares de pessoas andando e eu não podia acreditar na minha vida... Acho que eu estava um pouco solitária e eu queria falar com alguém, então eu abri meu computador e eu só falei." Além disso, ela disse que esse DVD vai mostrar mais do seu lado íntimo.

## Marketing e promoção
Um trailer promocional de 34 segundos do I AM... World Tour foi lançado em vários sites logo no início do mês de novembro. Além de vários outros trailers divulgados no site oficial de Beyoncé durante o mês de Novembro para a promoção do I AM... World Tour. O espetáculo estreou exclusivamente no American Broadcasting Company no dia 25 de Novembro de 2010 como um especial do dia de Ação de Graças com duração de 90 minutos.

## Faixas
| N.º | Título                                       | Informações adicionais                                                       | Duração |  |
| 1.  | "Intro"                                      |                                                                              | 1:54    |  |
| 2.  | "Crazy in Love" (com Jay-Z)                  | contém trechos de "Déjà Vu" e "I Just Wanna Love U (Give It 2 Me)"           | 5:24    |  |
| 3.  | "Naughty Girl"                               | contém elementos de "Love to Love You Baby"                                  | 2:34    |  |
| 4.  | "Tomorrow I AM... Sasha Fierce"              |                                                                              | 0:40    |  |
| 5.  | "Freakum Dress"                              |                                                                              | 2:47    |  |
| 6.  | "Get Me Bodied"                              |                                                                              | 2:59    |  |
| 7.  | "Smash Into You"                             |                                                                              | 3:50    |  |
| 8.  | "Ave Maria"                                  | contém elementos de "Carol of the Bells" e trechos de Schubert's "Ave Maria" | 4:17    |  |
| 9.  | "Broken-Hearted Girl"                        |                                                                              | 3:46    |  |
| 10. | "If I Were A Boy / You Oughta Know"          | contém elementos de "California Love"                                        | 5:48    |  |
| 11. | "Robot"                                      | contém trechos de "Sweet Dreams"                                             | 0:59    |  |
| 12. | "Diva"                                       | contém elementos de "Hovi Baby"                                              | 2:52    |  |
| 13. | "Radio"                                      |                                                                              | 2:38    |  |
| 14. | "Socks & Stilettos"                          |                                                                              | 0:15    |  |
| 15. | "Ego" (com Kanye West)                       |                                                                              | 3:30    |  |
| 16. | "Hello"                                      | contém elementos de "Kings Motorcade" do Coming to America                   | 3:39    |  |
| 17. | "Sasha vs. Beyoncé"                          |                                                                              | 0:54    |  |
| 18. | "Baby Boy / You Don't Love Me (No, No, No)"  |                                                                              | 4:27    |  |
| 19. | "Irreplaceable"                              |                                                                              | 6:02    |  |
| 20. | "Check On It"                                |                                                                              | 2:14    |  |
| 21. | "Bootylicious"                               | contém elementos de "Edge Of Seventeen"                                      | 0:41    |  |
| 22. | "Upgrade U"                                  | contém elementos de "Girls Can't Do What The Guys Do"                        | 2:21    |  |
| 23. | "Video Phone"                                |                                                                              | 2:30    |  |
| 24. | "Are You Filming Me With That?"              |                                                                              | 1:02    |  |
| 25. | "Say My Name"                                |                                                                              | 2:21    |  |
| 26. | "At Last"                                    |                                                                              | 3:53    |  |
| 27. | "Listen"                                     |                                                                              | 3:24    |  |
| 28. | "Single Ladies (Put A Ring On It)" (Contest) |                                                                              | 1:38    |  |
| 29. | "Single Ladies (Put A Ring On It)"           | contém trechos de "You Make Me Wanna Shout"                                  | 4:20    |  |
| 30. | "Halo"                                       |                                                                              | 11:44   |  |
| 31. | "Credits"                                    | créditos finais com "Satellites" e "Sweet Dreams"                            | 3:56    |  |

| Deluxe Edition |                                  |                                                    |         |  |
| N.º            | Título                           | Informações adicionais                             | Duração |  |
| 31.            | "Mic And A Light" (Documentário) | Os créditos apresentam That's Why You're Beautiful | 23:22   |  |

| Edição deluxe CD |                                     |         |  |
| N.º              | Título                              | Duração |  |
| 1.               | "Intro"                             | 1:12    |  |
| 2.               | "Crazy in Love" (com Jay-Z)         | 5:24    |  |
| 3.               | "Naughty Girl"                      | 2:34    |  |
| 4.               | "Freakum Dress"                     | 3:11    |  |
| 5.               | "Get Me Bodied"                     | 2:30    |  |
| 6.               | "Smash into You"                    | 3:52    |  |
| 7.               | "Ave Maria"                         | 4:16    |  |
| 8.               | "Broken-Hearted Girl"               | 3:13    |  |
| 9.               | "If I Were a Boy / You Oughta Know" | 5:17    |  |
| 10.              | "Diva"                              | 3:00    |  |
| 11.              | "Radio"                             | 2:04    |  |
| 12.              | "Ego" (com Kanye West)              | 1:55    |  |
| 13.              | "Hello"                             | 3:38    |  |
| 14.              | "Baby Boy"                          | 2:10    |  |
| 15.              | "You Don't Love Me (No, No, No)"    | 1:49    |  |
| 16.              | "Irreplaceable"                     | 5:04    |  |
| 17.              | "Check on It"                       | 2:09    |  |
| 18.              | "Bootylicious"                      | 0:50    |  |
| 19.              | "Upgrade U"                         | 2:16    |  |
| 20.              | "Say My Name"                       | 2:20    |  |
| 21.              | "At Last"                           | 3:00    |  |
| 22.              | "Listen"                            | 3:22    |  |
| 23.              | "Single Ladies (Put a Ring on It)"  | 4:23    |  |
| 24.              | "Halo"                              | 6:32    |  |
| 25.              | "Outro"                             | 1:59    |  |

## Álbum ao vivo instrumental
Um álbum instrumental ao vivo foi lançado digitalmente em 1 de Fevereiro de 2011 e em vinil duplo em 22 de Fevereiro, no Reino Unido. Este é o terceiro lançamento de Beyoncé desta natureza, mas o primeiro álbum ao vivo instrumental a ter um lançamento físico.
| N.º | Título                             | Duração |  |
| 1.  | "Crazy In Love"                    | 4:11    |  |
| 2.  | "Freakum Dress"                    | 4:07    |  |
| 3.  | "Get Me Bodied"                    | 3:59    |  |
| 4.  | "Smash Into You"                   | 4:11    |  |
| 5.  | "Ave Maria"                        | 5:59    |  |
| 6.  | "Broken-Hearted Girl"              | 3:23    |  |
| 7.  | "If I Were a Boy"                  | 2:51    |  |
| 8.  | "Diva"                             | 2:46    |  |
| 9.  | "Radio"                            | 3:03    |  |
| 10. | "Ego"                              | 3:18    |  |
| 11. | "Hello"                            | 3:29    |  |
| 12. | "Irreplaceable"                    | 5:54    |  |
| 13. | "Sweet Dreams"                     | 2:53    |  |
| 14. | "Say My Name"                      | 2:53    |  |
| 15. | "At Last"                          | 2:57    |  |
| 16. | "Listen"                           | 2:58    |  |
| 17. | "Single Ladies (Put a Ring on It)" | 3:36    |  |

## Recepção da crítica
| Críticas profissionais | Críticas profissionais |
| Avaliações da crítica  | Avaliações da crítica  |
| Fonte                  | Avaliação              |
| ---------------------- | ---------------------- |
| Allmusic               | [ 9 ]                  |
| Daily Express          | [ 10 ]                 |
| Rhapsody               | Favorável              |
| Us Magazine            | [ 12 ]                 |
| New Zealand Herald     | [ 13 ]                 |

Andy Kellman do Allmusic deu três de cinco estrelas para o álbum de vídeo e declarou que o álbum não tem o máximo de diversão como as diversões agradáveis do I Am... Yours: An Intimate Performance at Wynn Las Vegas. Simon Gage do Daily Express concedeu quatro de cinco estrelas elogiando os movimentos de dança de Beyoncé e elogiando sua capacidade vocal, a jornalista ainda chamou Beyoncé de "Rainha do R&B" e afirmou que ela é provavelmente a artista mais elétrica desde Tina Turner. Simon também elogiou a qualidade de canções como "Crazy in Love", "Single Ladies (Put a Ring on It)" e "Halo".  O Rhapsody que é um serviço de música online, elogiou as performances de Beyoncé e escreveu que o álbum é como um do melhores álbuns ao vivo, ele simplesmente faz você querer realmente estar lá. Ian Drew do Us Magazine elogiou as performances de alta energia de Beyoncé nas suas canções do Destiny's Child e contou com a filmagem em preto-e-branco por trás dos bastidores. Ele também acrescentou que a cantora está mais reveladora quando fala que está sentido falta de seu marido Jay-Z na estrada. Scott Kara do New Zealand Herald deu para o álbum ao vivo três de cinco estrelas e afirmou que a única coisa boa sobre o DVD é que ele tem uma quantidade maior de canções, no entanto, as canções não têm a mesma energia do que em The Beyoncé Experience simplesmente porque algumas músicas tem uma duração muito curta, por exemplo "Bootylicious".

## Prêmios
| Ano  | Prêmio             | Nomeação                                          | Categoria                               | Resultado |
| ---- | ------------------ | ------------------------------------------------- | --------------------------------------- | --------- |
| 2011 | NAACP Image Awards | Beyoncé: I Am... World Thanksgiving - ABC Special | Outstanding Variety – Series or Special | Indicado  |
| 2012 | Grammy Award       | I Am... World Tour                                | Best Long Form Music Video              | Indicado  |

## Desempenho
De acordo com Nielsen SoundScan, I Am... World Tour vendeu mais de 200.000 cópias em menos de quatro dias, fazendo com que o DVD fosse certificado 2x disco de platina. Na Billboard Music DVD Chart o álbum ao vivo estreou em primeiro lugar. Mundialmente o DVD foi o sétimo mais vendido em 2011.
| Tabelas musicais (2010-2011)                  | Melhor posição |
| --------------------------------------------- | -------------- |
| Argentina - Ranking Mensal de DVD             | 8              |
| Austrália - Australia Top 40 Music DVD Chart  | 6              |
| Bélgica - Belgium DVD Chart (Flanders)        | 6              |
| Bélgica - Belgium DVD Chart (Wallonia)        | 10             |
| Coreia do Sul - International Albums Charts   | 3              |
| Croácia - Croatian Albums Chart               | 25             |
| Eslovênia - Top 20 Hudební video              | 16             |
| Espanha - Spanish Albums Chart                | 15             |
| Estados Unidos - Top Music Video (Billboard)  | 1              |
| Estados Unidos - Billboard R&B/Hip-Hop Albums | 40             |
| França - Franch Music DVD Chart               | 9              |
| Irlanda - Irish Top 10 Music DVDs             | 4              |
| Itália - Italian DVD Chart                    | 5              |
| Itália - Italian Albums Chart                 | 63             |
| Japão - Japan Albums Chart                    | 76             |
| Noruega - Norwegian Music DVD Chart           | 7              |
| Nova Zelândia - New Zealand Music DVD Chart   | 4              |
| Países Baixos - Dutch DVD Music Top 30 Chart  | 1              |
| Portugal - Portugal Albums Chart              | 8              |
| Chéquia - Top 20 Hudební video                | 16             |
| Reino Unido - UK Music Video Chart            | 5              |
| Reino Unido - R&B/Hip-Hop Albums Chart        | 37             |
| Suécia - Sweden DVD Chart                     | 7              |
| Suíça - Swiss DVD Music Top 10 Chart          | 6              |

| Tabelas musicais (2010)                      | Posição |
| -------------------------------------------- | ------- |
| Austrália - Top 40 Music DVD Chart           | 44      |
| Países Baixos - Dutch Top 30 Music DVD Chart | 22      |
| Suécia - Sweden DVD Chart                    | 69      |
| Tabelas musicais (2011)                      | Posição |
| Argentina - Ranking Anual de DVD             | 20      |
| Austrália - Top 50 Music DVDs                | 40      |
| Estados Unidos - Billboard Music DVD Chart   | 1       |
| Bélgica - Music DVD Chart (Flandres)         | 16      |
| Países Baixos - Music DVD Chart              | 10      |
| Suécia - Sweden DVD Chart                    | 39      |
| Mundo - Top 10 Music DVDs                    | 7       |

| País                  | Certificações |     |
| DVD                   | DVD           | DVD |
| --------------------- | ------------- | --- |
| Austrália / ARIA      | Platina       |     |
| Estados Unidos / RIAA | 2× Platina    |     |
| Polónia / ZPAV        | Ouro          |     |

### Precessão e sucessão
| Gráficos de sucessão                                                              | Gráficos de sucessão                                                                    | Gráficos de sucessão                                                 |
| --------------------------------------------------------------------------------- | --------------------------------------------------------------------------------------- | -------------------------------------------------------------------- |
| Precedido por K3 en het wensspel de K3                                            | Primeira posição na Billboard Music DVD Chart 4 de Dezembro − 17 de Dezembro de 2010    | Sucedido por Decibel 2010 - The Live Registration de Vários artistas |
| Precedido por K3 en het wensspel de K3                                            | Primeira posição na Dutch DVD Music Top 30 Chart 4 de Dezembro − 17 de Dezembro de 2010 | Sucedido por Decibel 2010 - The Live Registration de Vários artistas |
| Precedido por I Am... Yours: An Intimate Performance at Wynn Las Vegas de Beyoncé | Primeira posição na Billboard Music DVD Chart anual 2010 − 2012                         | Sucedido por Indefinido                                              |

## Créditos
O álbum atribui os seguintes créditos:
- Produtor executivo - Beyoncé Knowles
- Diretor - Beyoncé Knowles
- Editor - Beyonce Knowles
- Fotografia - Ed Burke
- Vocais - Beyoncé Knowles
- Participações - Jay-Z, Kanye West

## Histórico de lançamento
| País           | Data                   | Formato                 |
| -------------- | ---------------------- | ----------------------- |
| Austrália      | 26 de Novembro de 2010 | DVD/CD (Deluxe Edition) |
| Áustria        | 26 de Novembro de 2010 | DVD/CD (Deluxe Edition) |
| Bélgica        | 26 de Novembro de 2010 | DVD/CD (Deluxe Edition) |
| Brasil         | 26 de Novembro de 2010 | DVD/CD (Deluxe Edition) |
| China          | 26 de Novembro de 2010 | DVD/CD (Deluxe Edition) |
| Alemanha       | 26 de Novembro de 2010 | DVD/CD (Deluxe Edition) |
| Irlanda        | 26 de Novembro de 2010 | DVD/CD (Deluxe Edition) |
| Países Baixos  | 26 de Novembro de 2010 | DVD/CD (Deluxe Edition) |
| Suécia         | 26 de Novembro de 2010 | DVD/CD (Deluxe Edition) |
| Suíça          | 26 de Novembro de 2010 | DVD/CD (Deluxe Edition) |
| Estados Unidos | 26 de Novembro de 2010 | DVD (Edição Padrão)     |
| Dinamarca      | 29 de Novembro de 2010 | DVD/CD (Deluxe Edition) |
| França         | 29 de Novembro de 2010 | DVD/CD (Deluxe Edition) |
| Nova Zelândia  | 29 de Novembro de 2010 | DVD/CD (Deluxe Edition) |
| Noruega        | 29 de Novembro de 2010 | DVD/CD (Deluxe Edition) |
| Reino Unido    | 29 de Novembro de 2010 | DVD/CD (Deluxe Edition) |
| Canadá         | 30 de Novembro de 2010 | DVD/CD (Deluxe Edition) |
| Japão          | 30 de Novembro de 2010 | DVD/CD (Deluxe Edition) |
| Itália         | 30 de Novembro de 2010 | DVD/CD (Deluxe Edition) |
| Grécia         | 30 de Novembro de 2010 | DVD/CD (Deluxe Edition) |
| Hong Kong      | 30 de Novembro de 2010 | DVD/CD (Deluxe Edition) |
| Coreia do Sul  | 30 de Novembro de 2010 | DVD/CD (Deluxe Edition) |
| México         | 30 de Novembro de 2010 | DVD/CD (Deluxe Edition) |
| Filipinas      | 30 de Novembro de 2010 | DVD/CD (Deluxe Edition) |
| Polónia        | 30 de Novembro de 2010 | DVD/CD (Deluxe Edition) |
| Portugal       | 30 de Novembro de 2010 | DVD/CD (Deluxe Edition) |
| Espanha        | 30 de Novembro de 2010 | DVD/CD (Deluxe Edition) |
| Taiwan         | 30 de Novembro de 2010 | DVD/CD (Deluxe Edition) |
| Tailândia      | 30 de Novembro de 2010 | DVD/CD (Deluxe Edition) |
| Turquia        | 30 de Novembro de 2010 | DVD/CD (Deluxe Edition) |
| Estados Unidos | 30 de Novembro de 2010 | DVD/CD (Deluxe Edition) |
| Austrália      | 3 de Dezembro de 2010  | Blu-ray                 |
| Países Baixos  | 3 de Dezembro de 2010  | Blu-ray                 |
| Estados Unidos | 7 de Dezembro de 2010  | Blu-ray                 |